# Застава Нијуеа
Застава Нијуеа је усвојена 1975. Састоји се од заставе Уједињеног Краљевства у горњем левом углу са четири звезде, а за разлику од свих осталих застава базираних на британској застави, жуте је боје. 
Жута боја и четири звезде представљају „пријатељство између Нијуеа и Новог Зеланда". Неки кажу да дизајнери заставе нису схватали симболику Јунион Џека, па су једноставно преместили звезде са заставе Новог Зеланда на крст Св. Ђорђа.